# Domestic Violence
Pour plus de détails, voir Fiche technique et Distribution.
Domestic Violence est un film documentaire américain réalisé par Frederick Wiseman et sorti en 2001.

## Fiche technique
- Titre original : Domestic Violence
- Réalisation : Frederick Wiseman
- Photographie : John Davey
- Son et montage : Frederick Wiseman
- Mixage : Lawrence Markawski
- Pays de production :  États-Unis
- Genre : documentaire
- Durée : 196 minutes
- Date de sortie : Italie - 4 septembre 2001 (Biennale de Venise)

## Distinctions

### Récompenses
- Meilleur documentaire au Festival international du film de Chicago 2001[1]

### Sélections
- Biennale de Venise 2001
- Festival du film de Londres 2001